# Klekí Petra, bílý otec Apačů
Klekí Petra, bílý otec Apačů je dobrodružná povídka českého spisovatele a nakladatele Jaroslava Moravce. Povídka byla napsána již na přelomu padesátých a šedesátých let, ale komunistický režim ji povolil vydat až roku 1969.

## Obsah knihy
Povídka, jejíž námět je převzat z počátečních kapitol prvního dílu románu Karla Maye Vinnetou (1893, Winnetou), zachycuje posledních pár dnů života bílého otce Apačů Klekí Petry. Příběh povídky je vyprávěn v první osobě ve formě vzpomínek Klekí Petry na svá mladá léta. Jako mladý učitel se v Německu přidal k účastníkům březnové revoluce v roce 1848. Po její porážce byl nucen uprchnout do Ameriky. Při plavbě na lodi byl zraněn a doživotně zmrzačen (stal se z něho hrbáč). Chtěl dokonce spáchat sebevraždu, ale naštěstí se seznámil s jedním duchovním, pod jehož vlivem se rozhodl, že své špatné skutky odčiní tím, že půjde bojovat proti rasismu a šířit vzdělání. Nakonec jej civilizace znechutila a odešel mezi Indiány. Pro svou odvahu, bystrost, fyzickou zdatnost a morální kvality byl přijat mezi Apače. Stal se také učitelem Vinnetoua a jeho sestry Nšo-či a jeho výchova byla založena na zdůrazňování křesťanské lásky k bližním. „Jen jediná bledá tvář mluvila pravdu – Klekí Petra. Byl mým otcem a učitelem. On vložil do mého srdce myšlenku míru a slitování,“ prohlásil o něm Vinetou.
Po dlouhých letech se Klekí Petra opět shledává s bílými lidmi. Společně s apačským náčelníkem Inču-čunou a Vinnetouem jede vyjednávat se skupinou zeměměřičů, kteří vyměřují trasu vlaku vedoucí přes území Apačů, o ukončení těchto prací. Zde se seznámí s mladíkem již nesoucím válečné jméno Old Shatterhand. Stane se svědkem toho, jak Old Shaterhand jenom nožem zabije medvěda grizzlyho a následně se dostane do sporu s rváčem a opilcem Rattlerem, který je přesvědčen, že medvěda zastřelil on.
Klekí Petra při rozhovoru s Old Shatterhandem zjistí, že oba mají podobný osud. Oba jsou Němci, oba byli učitelé a ze své vlasti museli uprchnout pro porušení zákona (Moravec zde vychází z údajných i skutečných přestupků a krádeží, kterých se dopustil Karel May, předobraz Old Shatterhanda). Když zjistí, jak moc Old Shatterhand touží po spravedlnosti, chce jej seznámit s Vinnetouem.
Při jednání se zeměměřiči se Vinnetou odmítne napít Rattlerovy kořalky. Ten se urazí a v opilosti jej chce zastřelit. Klekí Petra skočí do jeho střely a umírá.

## Přehled vydání
- Klekí Petra, bílý otec Apačů, v edici Statečná srdce, Růže, České Budějovice 1969, ilustroval Zdeněk Burian.
- Klekí Petra, bílý otec Apačů, Magnet-Press, Praha 1991, ilustroval Zdeněk Burian.